# Дрискос
Дрѝскос (на гръцки: Δρίσκος, до 1953 година Βάξια, Ваксия) е село в Северозападна Гърция, дем Янина, област Епир. Според преброяването от 2001 година населението му е 23 души.

## География
Селото е разположено на 12 километра източно от град Янина.